# InZOI
inZOI（インゾイ、韓:인조이）は、2025年に韓国のゲームスタジオKRAFTONからリリースされたライフシミュレーションゲーム。開発はinZOI Studio。2025年3月28日にSteamにて早期アクセス版がリリースされた。フルリリース日程は未定。

## 概要

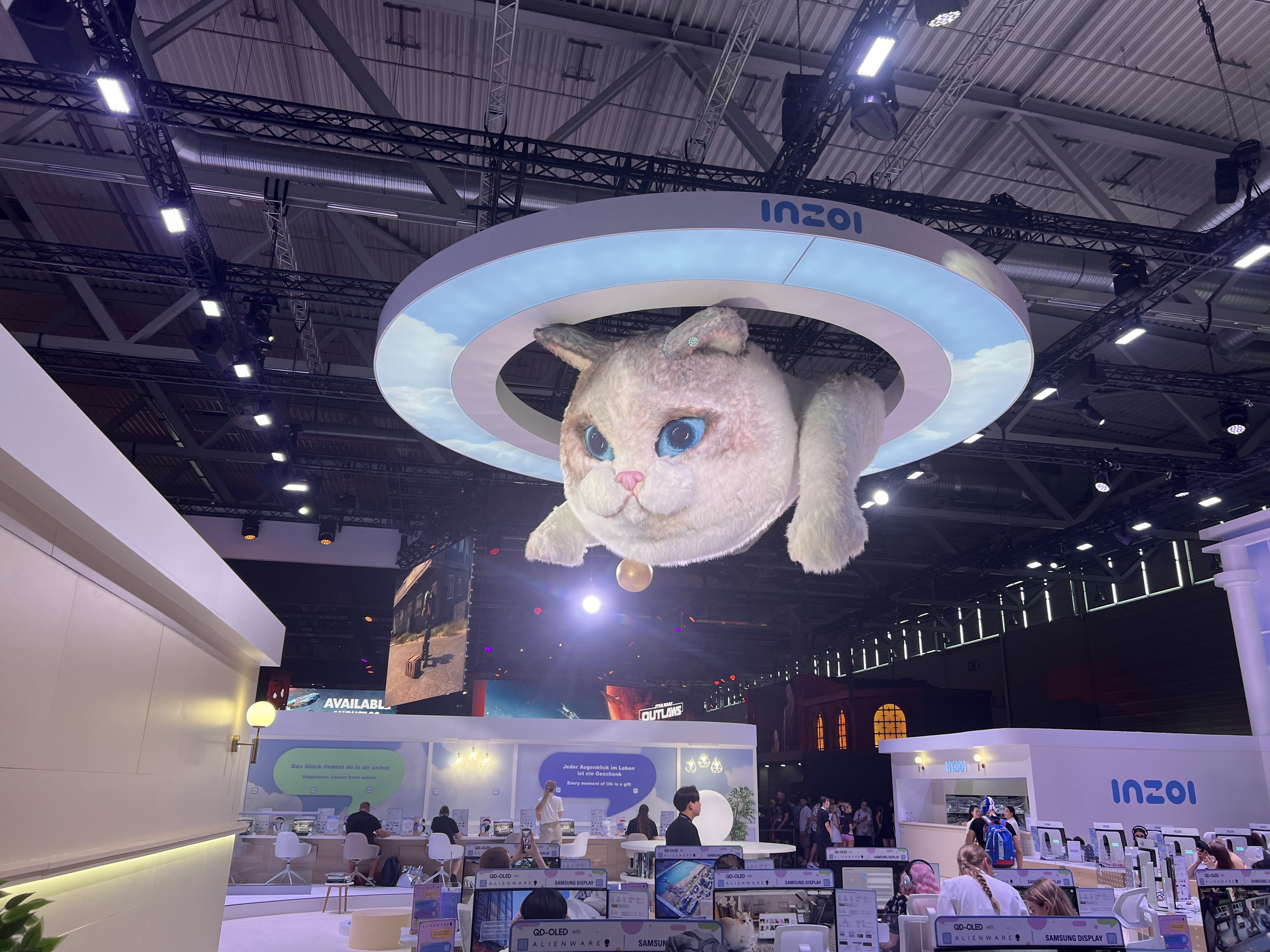
Gamescom 2024にて

inZOIでは、オープンワールド上で「ZOI」と呼ばれるキャラクターたちの人生がシミュレートされる。街にいるすべてのZOIは自分の自由意志で行動し、仕事、結婚、出産、病気、トレンド、ゴシップ、交通事故などのイベントが発生し、プレイヤーにリアルな体験が提供される。ZOIのAIキャラクターには、提携するOpenAIの技術を応用した「CPC（Co-Playable Character）」が導入されている。
プレイヤーはARカンパニーという企業の従業員として世界を管理し、より良い世界を目指す。
inZOIはUnreal Engine 5を使用して開発されており、精密なグラフィック、キャラクタークリエイトや建築の自由度の高さを特徴とする。3Dプリンター機能により外部の画像を取り込み3D化し、それを帽子などのアクセサリーとして使用できる。またWebカメラを使用してプレイヤーの表情や動作を3Dでモーションキャプチャできる機能も実装されている。

## 開発
本作プロデューサーのキム・ヒョンジュンは、2023年にinZOIの制作を開始した。彼はライフシミュレーションゲーム「The Sims」シリーズの15年来のファンであり、欧米圏と比較してアジア圏で人気が高くないゲームジャンルであるライフシムを楽しめるジャンルにしたい、との考えから本作の開発に取り掛かった。本作では家に入る際に靴を脱ぐことができるなど、アジア文化と親和性の高いゲームデザインを取り入れている。
早期アクセス版のリリース時点では、マルチプレイは実装されていない。早期リリースに際し、キム・ヒョンジュンは「ほぼすべての要素が実験的で、非常に大きな挑戦の最中」であり、「ゲームはまだ完成にはほど遠い」と述べた。

## 評価

### 売上
早期アクセス版のリリースから1週間で累計販売本数が100万本を突破した。